# FC Krasnodar
FC Krasnodar este un club de fotbal din Krasnodar, Rusia care evoluează în Prima Ligă.

## Lotul actual

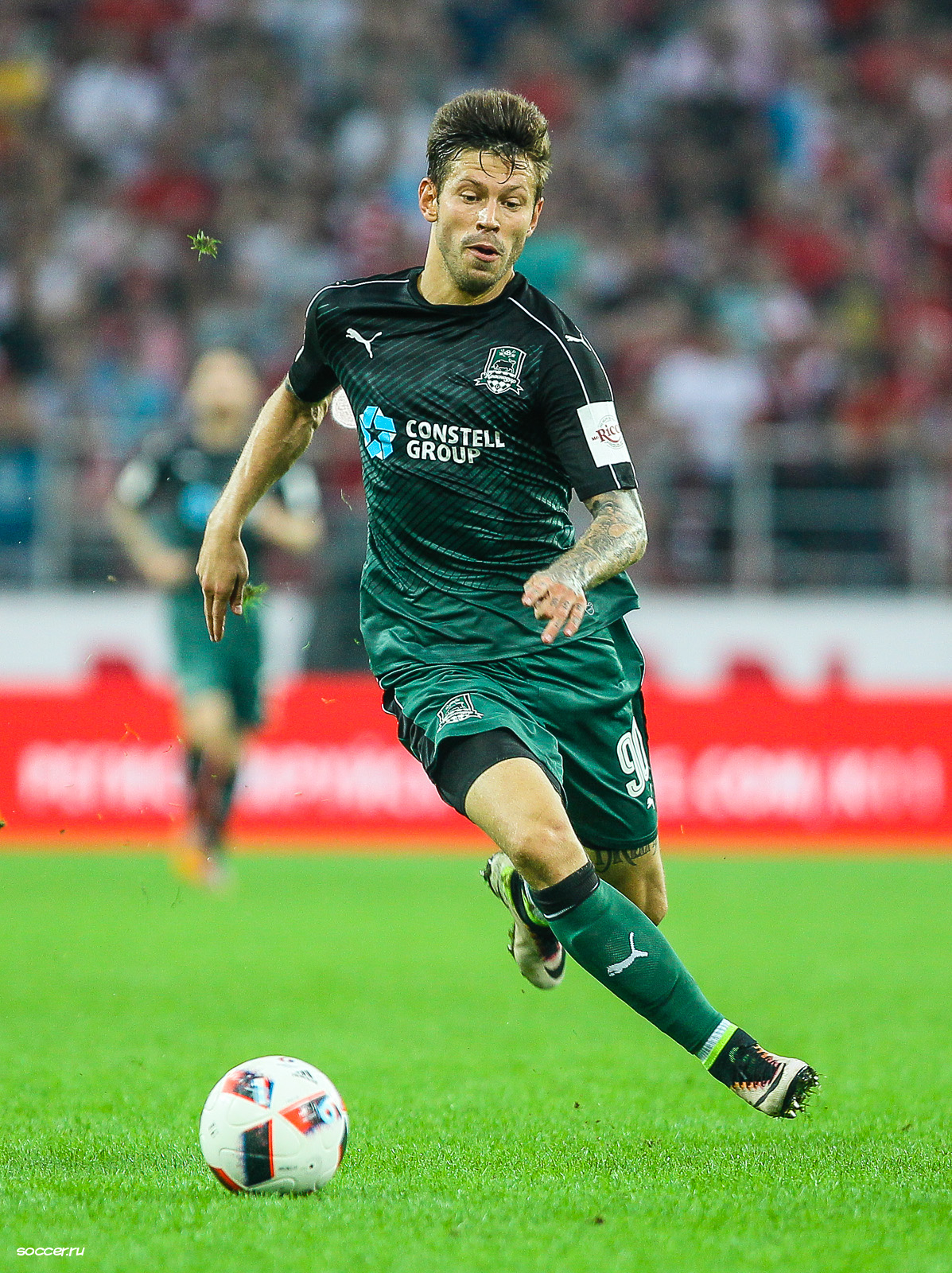
Fyodor Smolov

La 14 februarie 2017.
| Nr. |          | Poziție | Jucător                               |
| --- | -------- | ------- | ------------------------------------- |
| 1   | Rusia    | P       | Stanislav Kritsyuk                    |
| 2   | Rusia    | M       | Marat Izmailov                        |
| 3   | Brazilia | F       | Naldo                                 |
| 4   | Belarus  | F       | Alyaksandr Martynovich (Vice-captain) |
| 5   | Rusia    | M       | Dmitri Torbinski                      |
| 6   | Suedia   | F       | Andreas Granqvist (Captain)           |
| 7   | Rusia    | M       | Pavel Mamayev                         |
| 8   | Rusia    | M       | Yury Gazinsky                         |
| 9   | Brazilia | A       | Ari                                   |
| 10  | Georgia  | M       | Tornike Okriashvili                   |
| 11  | Rusia    | M       | Vyacheslav Podberyozkin               |
| 12  | Ecuador  | F       | Cristian Ramírez                      |
| 14  | Brazilia | A       | Wánderson                             |
| 15  | Rusia    | M       | Ilya Zhigulyov                        |

| Nr. |              | Poziție | Jucător                                        |
| --- | ------------ | ------- | ---------------------------------------------- |
| 16  | Suedia       | M       | Viktor Claesson                                |
| 17  | Rusia        | F       | Vitali Kaleshin                                |
| 18  | Rusia        | M       | Vladimir Bystrov                               |
| 20  | Rusia        | A       | Nikolay Komlichenko                            |
| 21  | Columbia     | M       | Ricardo Laborde                                |
| 22  | Brazilia     | M       | Joãozinho                                      |
| 30  | Rusia        | F       | Roman Shishkin (on loan from Lokomotiv Moscow) |
| 33  | Uruguay      | M       | Mauricio Pereyra                               |
| 77  | Burkina Faso | M       | Charles Kaboré                                 |
| 88  | Rusia        | P       | Andrei Sinitsyn                                |
| 90  | Rusia        | A       | Fyodor Smolov                                  |
| 95  | Rusia        | M       | Araik Ovsepyan                                 |
| 98  | Rusia        | F       | Sergei Petrov                                  |

## Europa
- UEFA Europa League
  -  Faza Grupelor (1) : 2015
- Liga Campionilor
  -  Faza Grupelor (1) : 2021